# Bad Salzungen
Bad Salzungen è una città di 22 976 abitanti della Turingia, in Germania.

È capoluogo del circondario della Wartburg.
Bad Salzungen svolge il ruolo di "comune amministratore" (Erfüllende Gemeinde) nei confronti del comune di Leimbach.

## Geografia fisica
È attraversato dal fiume Werra.

## Storia
Nel 2018 vennero aggregati alla città di Bad Salzungen i comuni di Ettenhausen an der Suhl, Frauensee e Tiefenort.
Il 31 dicembre 2019 venne aggregato anche il comune di Moorgrund.

## Amministrazione

### Gemellaggi
- Mezőkövesd, dal 1969
- Strakonice, dal 1977
- Bad Hersfeld, dal 1990
- Ishøj, dal 1994